# Liste der Fernstraßen in Mauretanien
Diese Liste zeigt die Straßen in Mauretanien auf. Es gibt zwei Typen von Straßen, zum ersten die Nationalstraßen beginnend mit N und zum zweiten die Regionalstraßen beginnend mit einem R.
Das Fernstraßennetz Mauretaniens hat Anteil an einem der transkontinentalen Straßenbauprojekte, und zwar ist die N2 Teil des Kairo-Dakar-Highways (TAH 1).

## Nationalstraßen
| Name | Verlauf                                             | Länge   |
| ---- | --------------------------------------------------- | ------- |
| N1   | Nouakchott – Bir Moghrein                           | 1120 km |
| N2   | Nouadhibou – Nouakchott – Rosso – Grenze zu Senegal | 0685 km |
| N3   | Nouakchott – Néma                                   | 1100 km |
| N5   | Timbédra – Om Gofa                                  | 0130 km |
| N6   | Hassi Mhadi – Djigéni                               | 0040 km |
| N7   | Hassi Mhadi – Elhidra                               | 0025 km |
| N8   | Hassi Mhadi – East Likleiwat                        | 0050 km |

## Regionalstraßen
Die Regionalstraßen beginnen mit R.